# بدور مریسی
بُدور بنت عبدالله مریسی (؟ -۱۴۴۷م) بانوی محدث مصری در نیمهٔ اول سدهٔ نهم هجری بود. از شاگردان عایشه عبدالهادی بود و به شمس‌الدین سخاوی اجازهٔ نقل روایت داد. او در شوال ۸۵۰ق ناگهانی در مکه درگذشت.